# Enrico Maria Artale

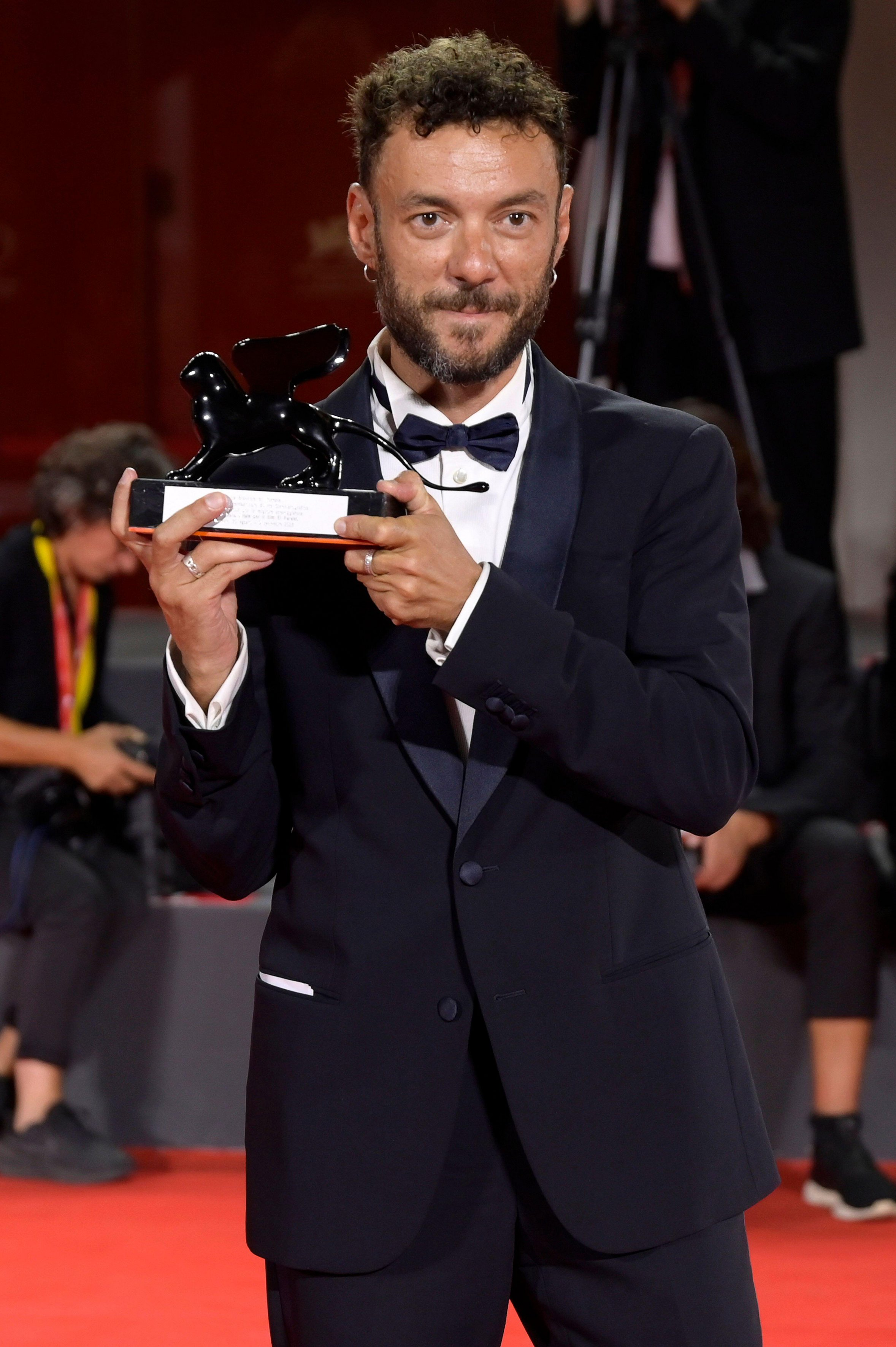
Enrico Maria Artale

Enrico Maria Artale (Roma, 7 giugno 1984) è un regista e sceneggiatore italiano.

## Biografia
Laureato in Filosofia presso l'Università La Sapienza di Roma, inizia a lavorare con il video in ambito prevalentemente teatrale, dopo un'esperienza di reportage al seguito di Luca Ronconi. Si diploma in regia al Centro Sperimentale di Cinematografia, avendo come docente principale Daniele Luchetti. Con i suoi primi cortometraggi ha partecipato a numerosi festival internazionali, ottenendo diversi riconoscimenti. Nel 2012 ha vinto il Nastro d'argento con il cortometraggio Il respiro dell’arco, presentato al 64º festival di Locarno e già vincitore della Spiga d'oro alla 56° Seminci e del TAU Film Fest di Tel Aviv.
Nel 2013 ha presentato il suo primo lungometraggio, Il terzo tempo, alla 70ª Mostra del Cinema di Venezia nella sezione Orizzonti. Il film ha ottenuto la menzione speciale Opera Prima del Premio Pasinetti, ed è stato poi distribuito nelle sale italiane da Universal Pictures.
Nel 2016 presenta al 34° Torino Film Festival il lungometraggio documentario Saro, vincendo il premio come Miglior Film della sezione Italiana.doc. Il film ha ricevuto una nomination come Miglior Documentario al David di Donatello.
Negli anni successivi lavora prevalentemente in ambito internazionale, firmando la regia di numerosi episodi di serie tv, che gli permettono di spaziare tra diversi generi cinematografici, a partire dal thriller Sanctuary (con Matthew Modine e Josefin Asplund, per Studiocanal), passando per lo storico Romulus, prima e seconda stagione (SKY), fino al western Django (con Matthias Schonaerts e Noomi Rapace, per CANAL+ e SKY).
Firma la regia di alcune campagne pubblicitarie e realizza su commissione del Chiostro del Bramante di Roma il cortometraggio The Naked Truth, dedicato ai pittori Francis Bacon e Lucien Freud, in collaborazione con la Tate Gallery di Londra e SKYArte.
Nel 2023 presenta alla 80ª Mostra del Cinema di Venezia il suo secondo lungometraggio di finzione, El Paraìso, con il quale vince il premio alla Miglior Sceneggiatura, nella sezione Orizzonti. Il film ottiene anche il premio alla Miglior Attrice, per Margarita Rosa de Francisco, e al Miglior Film Italiano, dalla giuria parallela Arca Giovani. Il film è stato distribuito nelle sale italiane da IWonder Pictures.
Nel 2025 torna a lavorare su un progetto televisivo realizzando interamente la serie Un Prophéte, tratta dall’omonimo film di Jacques Audiard, della quale firma la regia, la produzione esecutiva, e anche la sceneggiatura di alcuni episodi. La serie, che vede nel cast Sami Bouajila e Mamadou Sidibé, sarà presentata integralmente alla 82° Mostra del Cinema di Venezia, fuori concorso. In Francia sarà distribuita a partire dal 2026 da Canal+.
Vive e lavora tra Roma e Parigi.

## Filmografia
- Il respiro dell'arco – cortometraggio (2011)
- Il terzo tempo (2013)
- Saro – documentario (2016)
- Sanctuary - serie tv (2019)
- Romulus – serie TV (2020-2022)
- Django – miniserie TV (2023)
- El paraíso (2023)
- Un Prophète - serie tv (2025)

## Premi e riconoscimenti
- 80° Mostra del Cinema di Venezia - 2023
  - Premio alla miglior sceneggiatura - El Paraìso
- Ciak d'oro - 2024[7]
  - Candidatura a miglior regista - El paraíso